# Leucophenga curvipila
Leucophenga curvipila är en tvåvingeart som beskrevs av Oswald Duda 1939. Leucophenga curvipila ingår i släktet Leucophenga och familjen daggflugor. Inga underarter finns listade i Catalogue of Life.